# Prepodellus
Prepodellus är ett släkte av skalbaggar. Prepodellus ingår i familjen vivlar.
Kladogram enligt Catalogue of Life:
| Prepodellus | \| \| Prepodellus nigriclavis \| \| \| \| \| \| Prepodellus ruficornis \| \| \| \| \| \| Prepodellus viridisquamis \| \| \| \| |
|             | \| \| Prepodellus nigriclavis \| \| \| \| \| \| Prepodellus ruficornis \| \| \| \| \| \| Prepodellus viridisquamis \| \| \| \| |
|             | Prepodellus nigriclavis |
|             | |
|             | Prepodellus ruficornis |
|             | |
|             | Prepodellus viridisquamis |
|             | |